# Fexinidazole
Le fexinidazole est un médicament utilisé pour traiter la trypanosomiase humaine africaine causée par Trypanosoma brucei gambiense.

## Mode d'action
Le fexinidazole fait partie de la famille des antiparasitaires et des nitroimidazoles. On pense qu'il agit en activant certaines enzymes dans les parasites, ce qui entraîne leur mort,,.

## Usage médical
Le fexinidazole est efficace à la fois contre le premier et le deuxième stade de la maladie. Certaines données soutiennent également son utilisation dans la maladie de Chagas. Il est pris par voie orale.

## Effets secondaires
Les effets secondaires courants sont les nausées, les vomissements, les maux de tête et les troubles du sommeil; d'autres effets secondaires peuvent être un allongement de l'intervalle QT, une psychose et une diminution des globules blancs. On ne sait pas si l'utilisation pendant la grossesse ou l'allaitement est sûre.

## Histoire
Le fexinidazole a été décrit pour la première fois en 1978. Il a reçu un avis positif de l'Agence européenne des médicaments en 2018 et a été approuvé pour un usage médical aux États-Unis en 2021. Il figure sur la liste des médicaments essentiels de l'Organisation mondiale de la santé,,,.